# Mindenmines
Mindenmines é uma cidade localizada no estado americano de Missouri, no Condado de Barton.

## Demografia
Segundo o censo americano de 2000, a sua população era de 409 habitantes.
Em 2006, foi estimada uma população de 425, um aumento de 16 (3.9%).

## Geografia
De acordo com o United States Census Bureau tem uma área de
9,8 km², dos quais 9,8 km² cobertos por terra e 0,0 km² cobertos por água.

## Localidades na vizinhança
O diagrama seguinte representa as localidades num raio de 12 km ao redor de Mindenmines.